# إنستاتيت
الإنستاتيت واحد من عائلة البيروكسين من سلسلة سيليكات المغنسيوم والحديد.
والبلورات توجد في نشورات قصيرة; ولكنها نادرة ومعظم أحجار الجواهر مقطوعة من الحصى المستدير.
والأحجار المقطوعة تتراوح ألوانها ما بين الرمادي إلى الأخضر المصفر والأخضر الزيتوني وحتى الأخضر البني الغني بالحديد.
لون الأخضر الزمردي اللامع بسبب الكروم.

## تواجده
يوجد الإنستاتيت عادة في جنوب أفريقيا.
ويوجد النوع الآخر البني في بورما والنرويج وكاليفورنيا(بالولايات المتحدة)
وبعض الإنستاتيت; السريلانكي والهندي لامع.
يوجد في الولايات المتحدة أيضاً وسويسرا واسكتلندا واليابان والإتحاد السوفيتي السابق.